# Chassemy
Chassemy é uma comuna francesa na região administrativa de Altos da França, no departamento de Aisne. Estende-se por uma área de 10,85 km². Em 2010 a comuna tinha 899 habitantes (densidade: 82,9 hab./km²).